# حمرين
حمرين هي بلدة في محافظة صلاح الدين وسط العراق تقع على الشاطئ الغربي لبحيرة صناعية تحمل نفس الاسم، وكلاهما يقع في أقصى الجنوب من جبال حمرين. حمرين هي موطن لحوالي 25000 شخص. تأتي معظم إيرادات القرية من صيد الأسماك وزراعة الكفاف.